# راست‌بینیان
راست‌بینی‌ها (Catarrhini) میان‌راسته‌ای از نخستی‌ها، شامل دو بخش اعظم فروراستهٔ میمونان هستند. آنها شامل بالاخانوادهٔ میمون بر قدیم و بالاخانوادهٔ هومینوید می‌شوند.

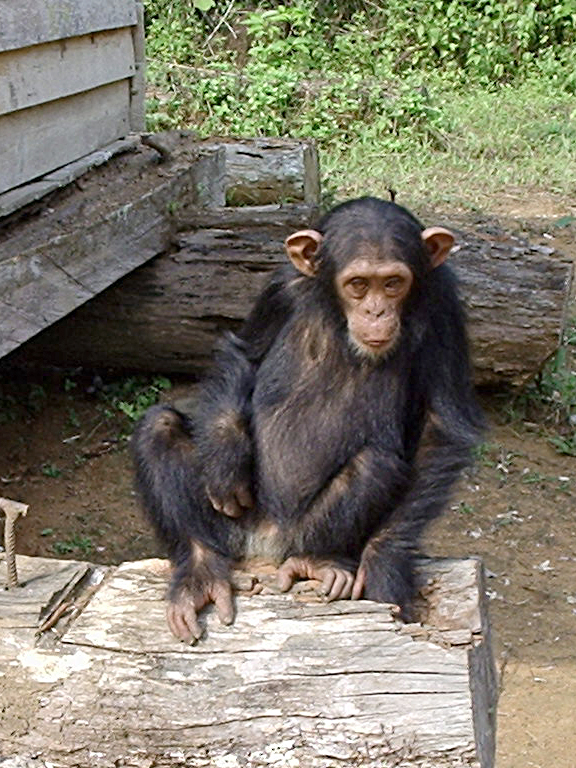
یک شامپانزه